# Gironville-sur-Essonne
Gironville-sur-Essonne és un municipi francès, situat al departament de l'Essonne i a la regió de Illa de França. L'any 2007 tenia 776 habitants.
Forma part del cantó de Mennecy, del districte d'Évry i de la Comunitat de comunes des 2 Vallées.

## Demografia

### Població
El 2007 la població de fet de Gironville-sur-Essonne era de 776 persones. Hi havia 271 famílies, de les quals 46 eren unipersonals (19 homes vivint sols i 27 dones vivint soles), 70 parelles sense fills, 136 parelles amb fills i 19 famílies monoparentals amb fills.
La població ha evolucionat segons el següent gràfic:
Habitants censats

### Habitatges
El 2007 hi havia 326 habitatges, 275 eren l'habitatge principal de la família, 25 eren segones residències i 25 estaven desocupats. 310 eren cases i 16 eren apartaments. Dels 275 habitatges principals, 252 estaven ocupats pels seus propietaris, 19 estaven llogats i ocupats pels llogaters i 4 estaven cedits a títol gratuït; 4 tenien una cambra, 9 en tenien dues, 38 en tenien tres, 71 en tenien quatre i 154 en tenien cinc o més. 232 habitatges disposaven pel capbaix d'una plaça de pàrquing. A 106 habitatges hi havia un automòbil i a 158 n'hi havia dos o més.

### Piràmide de població
La piràmide de població per edats i sexe el 2009 era:
| Homes | Edats   | Dones |
| ----- | ------- | ----- |
| 0     | 95 o +  | 0     |
| 0     | 90 a 94 | 0     |
| 4     | 85 a 89 | 4     |
| 4     | 80 a 84 | 8     |
| 8     | 75 a 79 | 4     |
| 4     | 70 a 74 | 0     |
| 8     | 65 a 69 | 4     |
| 16    | 60 a 64 | 20    |
| 24    | 55 a 59 | 20    |
| 36    | 50 a 54 | 32    |
| 32    | 45 a 49 | 28    |
| 0     | 40 a 44 | 20    |
| 36    | 35 a 39 | 16    |
| 28    | 30 a 34 | 44    |
| 24    | 25 a 29 | 20    |
| 16    | 20 a 24 | 24    |
| 24    | 15 a 19 | 16    |
| 12    | 10 a 14 | 8     |
| 16    | 5 a 9   | 28    |
| 24    | 0 a 4   | 24    |

## Economia
El 2007 la població en edat de treballar era de 491 persones, 371 eren actives i 120 eren inactives. De les 371 persones actives 349 estaven ocupades (183 homes i 166 dones) i 23 estaven aturades (13 homes i 10 dones). De les 120 persones inactives 43 estaven jubilades, 42 estaven estudiant i 35 estaven classificades com a «altres inactius».

### Ingressos
El 2009 a Gironville-sur-Essonne hi havia 281 unitats fiscals que integraven 809 persones, la mediana anual d'ingressos fiscals per persona era de 23.197 €.

### Activitats econòmiques
Dels 32 establiments que hi havia el 2007, 1 era d'una empresa extractiva, 1 d'una empresa de fabricació d'altres productes industrials, 8 d'empreses de construcció, 8 d'empreses de comerç i reparació d'automòbils, 1 d'una empresa de transport, 1 d'una empresa d'informació i comunicació, 2 d'empreses financeres, 6 d'empreses de serveis, 1 d'una entitat de l'administració pública i 3 d'empreses classificades com a «altres activitats de serveis».
Dels 9 establiments de servei als particulars que hi havia el 2009, 1 era un paleta, 4 lampisteries, 3 electricistes i 1 saló de bellesa.
L'any 2000 a Gironville-sur-Essonne hi havia 6 explotacions agrícoles.

## Equipaments sanitaris i escolars
El 2009 hi havia una escola maternal integrada dins d'un grup escolar amb les comunes properes formant una escola dispersa.

## Poblacions més properes
El següent diagrama mostra les poblacions més properes.